# Новоборовицька сільська рада (Сновський район)
Новоборо́вицька сільська́ ра́да — адміністративно-територіальна одиниця та орган місцевого самоврядування у Щорському районі Чернігівської області. Адміністративний центр — село Нові Боровичі.

## Загальні відомості
Новоборовицька сільська рада утворена в 1946 році.
- Територія ради: 61,687 км²
- Населення ради: 1036 осіб (станом на 2001 рік)

## Населені пункти
Сільській раді підпорядковані населені пункти:
- с. Нові Боровичі
- с. Загребельна Слобода

## Склад ради
Рада складається з 14 депутатів та голови.
- Голова ради: Сірий Анатолій Олександрович
- Секретар ради: Анищенко Олена Іванівна

### Керівний склад попередніх скликань
| ПІБ                            | Основні відомості                                                                             | Дата обрання | Дата звільнення |
| ------------------------------ | --------------------------------------------------------------------------------------------- | ------------ | --------------- |
| Залужний Володимир Вітольдович | Сільський голова, 1952 року народження, член Соціал-демократичної партії України (об'єднаної) | 26.03.2006   | 01.02.2008      |
| Камишна Наталія Михайлівна     | Сільський голова, 1976 року народження, позапартійна                                          | 01.06.2008   | 31.10.2010      |
| Сірий Анатолій Олександрович   | Сільський голова, 1963 року народження, освіта вища, безпартійний                             | 31.10.2010   |                 |

Примітка: таблиця складена за даними джерела

### Депутати
За результатами місцевих виборів 2010 року депутатами ради стали:

#### За суб'єктами висування
| Суб'єкт висування                 | Кількість обраних депутатів | %    |
| --------------------------------- | --------------------------- | ---- |
| Партія регіонів                   | 7                           | 50   |
| Народна партія                    | 6                           | 42,9 |
| Політична партія «Сильна Україна» | 1                           | 7,1  |

#### За округами
| № округу                          | Прізвище, ім'я, по батькові    | Дата визнання обраним | Освіта  | Партійна приналежність | Відомості про обраного депутата           |
| --------------------------------- | ------------------------------ | --------------------- | ------- | ---------------------- | ----------------------------------------- |
| Народна Партія                    |                                |                       |         |                        |                                           |
| 3                                 | Анищенко Михайло Климентійович | 05.11.2010            | середня | член Народної партії   | Лісництво, помічник лісничого             |
| 7                                 | Камишний Юрій Володимирови     | 05.11.2010            | середня | член Народної партії   | Агролісгосп, лісничий                     |
| 9                                 | Щербак Роман Володимирович     | 05.11.2010            | середня | член Народної партії   | Агролісгосп, лісничий                     |
| 10                                | Єфименко Леонід Миколайович    | 05.11.2010            | середня | член Народної партії   | Спиртзавод, старший комірник              |
| 11                                | Лобур Наталія Петрівна         | 05.11.2010            | вища    | член Народної партії   | Спиртозавод, інженер                      |
| 12                                | Кошляк Микола Іванович         | 05.11.2010            | середня | член Народної партії   | Спиртзавод, водій                         |
| Партія регіонів                   |                                |                       |         |                        |                                           |
| 1                                 | Малашок Наталія Василівна      | 05.11.2010            | середня | позапартійна           | Сільська рада, секретар                   |
| 4                                 | Концевий Микола Васильович     | 05.11.2010            | вища    | позапартійний          | пенсіонер                                 |
| 5                                 | Рудик Петро Никифорович        | 05.11.2010            | вища    | позапартійний          | Ветлікарня, головний лікар                |
| 6                                 | Анищенко Олена Іванівна        | 05.11.2010            | вища    | член Партії регіонів   | СЛА, медсестра                            |
| 8                                 | Луценко Ольга Олександрівна    | 05.11.2010            | вища    | позапартійна           | ДНЗ, завідувачка                          |
| 13                                | Породько Віктор Миколайович    | 05.11.2010            | вища    | позапартійний          | Спиртзавод, головний технолог             |
| 14                                | Кирилюк Олена Іванівна         | 05.11.2010            | вища    | позапартійна           | Спиртзавод, головний економіст            |
| Політична партія «Сильна Україна» |                                |                       |         |                        |                                           |
| 2                                 | Криволап Людмила Олександрівна | 05.11.2010            | середня | позапартійна           | Н.Боровицька загальноосвітня школа, кухар |